# Kiss tha Game Goodbye
Kiss tha Game Goodbye é o álbum do rapper americano de Nova York Jadakiss. O álbum teve como singles as músicas "Knock Yourself Out", "We Gonna Make It", e "Put Ya Hands Up". Foi lançado dia 7 de Agosto de 2001 pela gravadora
Interscope Records.

## Faixas
| #  | Música                  | Escritor da música                                                                        | Produtores                              | Artistas                                                 |
| -- | ----------------------- | ----------------------------------------------------------------------------------------- | --------------------------------------- | -------------------------------------------------------- |
| 1  | "Intro"                 |                                                                                           | Jay "Icepick" Jackson                   | *Interlude*                                              |
| 2  | "Jada's Got A Gun"      | J.C. Phillips, K. Dean, E. McCaine                                                        | Swizz Beatz                             | Jadakiss, Parle                                          |
| 3  | "Show Discipline"       | J.C. Phillips, N. Jones, I. Leeper, B. Rush, D. Styles, J. VanLeer                        | Mahog                                   | Jadakiss, Nas                                            |
| 4  | "Knock Yourself Out"    | J.C. Phillips, P. Williams, C. Hugo                                                       | The Neptunes                            | Jadakiss                                                 |
| 5  | "We Gonna Make It"      | J.C. Phillips, D. Styles, A. Maman                                                        | The Alchemist                           | Jadakiss, Styles P                                       |
| 6  | "None Of Y'all Betta"   | J.C. Phillips, D. Styles, S. Jacobs, C. Martin                                            | DJ Premier                              | Jadakiss, Sheek Louch, Styles P                          |
| 7  | "Stick Yourself (Skit)" | *Interlude*                                                                               | Grimy, Jay "Icepick" Jackson            | *Interlude*                                              |
| 8  | "I'm A Gangsta"         | J.C. Phillips, A. Fields                                                                  | P.K.                                    | Jadakiss                                                 |
| 9  | "Nasty Girl"            | J.C. Phillips, P. Jones, T. Mosley                                                        | Timbaland                               | Carl Thomas, Jadakiss                                    |
| 10 | "Put Ya Hands Up"       | J.C. Phillips, W. Brown, D. Richards, S. Green                                            | Wayne-O                                 | Jadakiss                                                 |
| 11 | "Jay Jerkin' (Skit)"    | *Interlude*                                                                               | Jay "Icepick" Jackson, Sheek            | *Interlude*                                              |
| 12 | "On My Way"             | J.C. Phillips, K. Dean                                                                    | Swizz Beatz                             | Jadakiss                                                 |
| 13 | "Cruisin'"              | J.C. Phillips, C. Broadus, M. Gomez                                                       | DJ Shok                                 | Jadakiss, Snoop Dogg                                     |
| 14 | "Kiss Is Spittin"       | J.C. Phillips, K. Dean, E. McCaine, J. Leiber, M. Stoller                                 | Eric McCaine, Swizz Beatz (co-producer) | Jadakiss, Nate Dogg                                      |
| 15 | "Fuckin' Or What?"      | J.C. Phillips, K. Dean, D. Styles, L. Creed, Bell                                         | Swizz Beatz                             | Jadakiss                                                 |
| 16 | "It's Time I See You"   | J.C. Phillips, S. Green, J. Jacobs, E. Jeffers, S. Martin, M. Smalls, J. Smith, D. Styles | Just Blaze                              | Cross, Drag-On, Eve, Infa-Red, Jadakiss, Sheek, Styles P |
| 17 | "What You Ride For?"    | J.C. Phillips, J. Anderson, P. Smith, R. Jones Jr.                                        | Fiend                                   | Eightball & MJG, Fiend, Jadakiss, Yung Wun               |
| 18 | "Un-Hunh!"              | J.C. Phillips, E. Simmons, T. Weisman, R. Salas                                           | Mas, Rated R                            | DMX, Jadakiss                                            |
| 19 | "Feel Me (Skit)"        | *Interlude*                                                                               | Alchemist                               | *Interlude*                                              |
| 20 | "Keep Ya Head Up"       | J.C. Phillips, G. Hines, I. Leeper, T. Lewis, C. Thompson, J. Harris                      | Mahog, Chucky Thompson                  | Ann Nesby, Jadakiss                                      |
| 21 | "Charge It (Skit)"      | *Interlude*                                                                               | Jadakiss                                | Chep, Gab                                                |

## Posições do Álbum
| Ano  | Álbum                 | Gráfico de posições | Gráfico de posições    | Gráfico de posições |
| Ano  | Álbum                 | Billboard 200       | Top R&B/Hip Hop Albums |                     |
| 2001 | Kiss Tha Game Goodbye | #5                  | #2                     |                     |

## Posições dos Singles
| Ano  | Álbum              | Gráfico de posições | Gráfico de posições              | Gráfico de posições |
| Ano  | Álbum              | Billboard Hot 100   | Hot R&B/Hip-Hop Singles & Tracks | Hot Rap Singles     |
| 2001 | We Gonna Make It   | -                   | #53                              | #5                  |
| 2001 | Knock Yourself Out | -                   | #34                              | -                   |
| 2001 | Put Ya Hands Up    | -                   | #80                              | -                   |